# Predore
Predore – miejscowość i gmina we Włoszech, w regionie Lombardia, w prowincji Bergamo.
Według danych na styczeń 2009 gminę zamieszkiwało 1886 osób przy gęstości zaludnienia 166,9 os./1 km².